# Szlak pieszy nr 3575
 Szlak turystyczny Darzybór - Tulce – znakowany szlak turystyczny w województwie wielkopolskim.
Szlak ten rozpoczyna się przy przystanku autobusowym linii 52 i 55 w Darzyborze. Kończy przy bramie Kościoła Narodzenia Najświętszej Maryi Panny w Tulcach.